# JuJu (Wayne Shorter)
JuJu è un album del sassofonista jazz Wayne Shorter, registrato il 3 agosto del 1964.
Tutti i brani sono stati composti da Wayne Shorter stesso.

## Tracce
1. JuJu - 08:26
2. Deluge - 06:49
3. House of Jade – 06:49
4. Mahjong - 07:40
5. Yes or No - 06.35
6. Twelve More Bars to Go - 05:26[1]

## Formazione
- Wayne Shorter – sassofono tenore
- McCoy Tyner – pianoforte
- Reggie Workman – contrabbasso
- Elvin Jones – batteria